# NGC 3631
NGC 3631 = Arp 27 ist eine Spiralgalaxie vom Hubble-Typ Sc im Sternbild Großer Bär am Nordsternhimmel. Sie ist etwa 54 Millionen Lichtjahre von der Milchstraße entfernt und hat einen Durchmesser von etwa 80.000 Lichtjahren. Die Galaxie ist das hellste Mitglied der NGC 3631-Gruppe (LGG 241).
Halton Arp gliederte seinen Katalog ungewöhnlicher Galaxien nach rein morphologischen Kriterien in Gruppen. Diese Galaxie gehört zu der Klasse Spiralgalaxien mit einem ausgeprägten Arm (Arp-Katalog).
Die Supernovae SN 1964A (Typ-IIP), SN 1965L (Typ IIP) und SN 1996bu (Typ-IIn) wurden hier beobachtet.
Das Objekt wurde am 14. April 1789 von Wilhelm Herschel entdeckt.

## NGC 3631-Gruppe (LGG 241)
| Galaxie   | Alternativname | Entfernung / Mio. Lj |
| --------- | -------------- | -------------------- |
| NGC 3631  | PGC 34767      | 54                   |
| NGC 3657  | PGC 35002      | 57                   |
| NGC 3718  | PGC 35616      | 47                   |
| NGC 3729  | PGC 35711      | 50                   |
| NGC 3913  | PGC 37024      | 46                   |
| NGC 3972  | PGC 37466      | 42                   |
| NGC 3998  | PGC 37642      | 51                   |
| PGC 34170 | UGC 6251       | 44                   |
| PGC 35202 | UGC 6446       | 32                   |
| PGC 37037 | UGC 6816       | 43                   |